# 쇼 쇼켄
쇼 쇼켄(일본어: 向象賢, 1617년 ~ 1675년) 또는 하네지 조슈(일본어: 羽地朝秀)는 쇼시쓰왕, 쇼테이왕의 섭정을 맡았던 류큐왕국의 정치인이다. 섭정을 맡았던 임기는 1666년에서 1673년까지이다.

## 생애
그는 1617년 류큐 민족인 하네지우둔(오키나와어: 羽地御殿)에게서 태어났다. 1650년에 그는 왕명을 받고 주잔세이칸(中山世鑑)의 편찬을 시작하였고, 주잔세이칸은 류큐왕국 최초의 역사서가 되었다. 1666년 쇼시쓰왕의 섭정을 맡으면서 수많은 개혁을 단행하였고, 사쓰마번이 류큐왕국을 침공한 이래, 피폐해졌던 나라를 다시 일으켰다.